# Hubert Robert

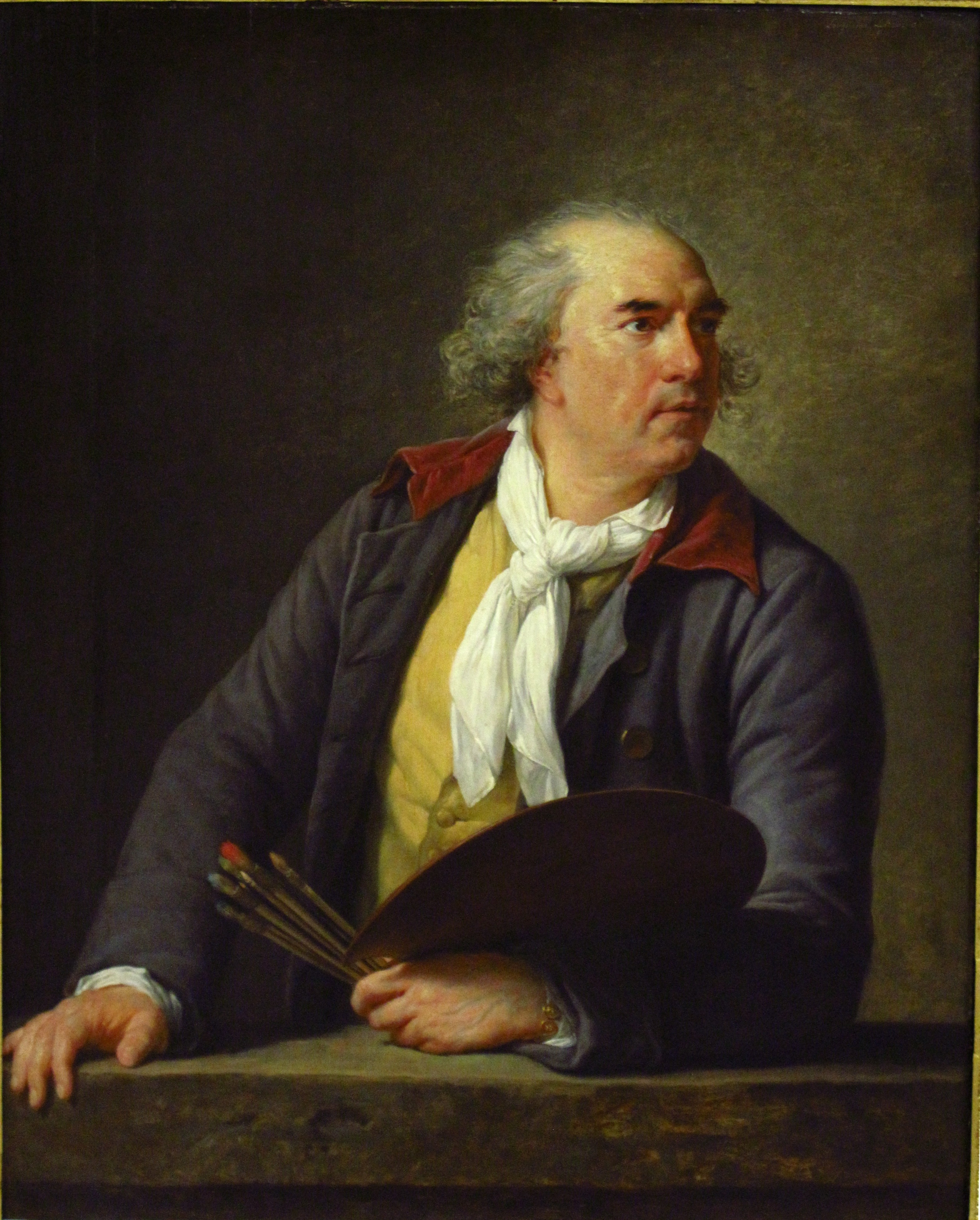
Hubert Robert, 1788 gemalt von Élisabeth Vigée-Lebrun, Louvre

Hubert Robert (* 22. Mai 1733 in Paris; † 15. April 1808 ebenda) war ein französischer Maler.

## Leben
Robert wurde am Tag nach seiner Geburt in der Pariser Kirche Saint-Sulpice getauft. Er war der erste von zwei Söhnen des Nicolas Robert (7. August 1699–1778) und dessen Frau Jeanne-Catherine-Charlotte (geborene Tibault; † 1785). Sein Vater war Kammerdiener des Marquis de Stainville François Joseph de Choiseul (1700–1770). Sein jüngerer Bruder Nicolas Françoise Robert wurde um 1736 geboren.
Da Robert nach dem Wunsch seiner Eltern eine kirchliche Laufbahn einschlagen sollte, wurde er von 1745 bis 1751 zum Studium auf das Collège de Navarre der Jesuiten der Pariser Universität geschickt. Er entschloss sich jedoch, kein kirchliches Amt anzunehmen. Bei dem Bildhauer René-Michel Slodtz, genannt Michel-Ange Slodtz (1705–1764), lernte er Perspektive und Zeichnung, woraufhin er beschloss, sich der Malerei zuzuwenden. Er wurde zunächst am 23. August 1753 an der Académie royale de peinture et de sculpture angenommen, wo er kurzzeitig auf den Landschafts- und Marinemaler Claude Joseph Vernet traf.
1754 ging er mit Étienne-François de Choiseul, der dort französischer Botschafter war, nach Rom. Nur durch den Umstand, dass Nicolas Robert im Dienst des Marquis von Stainville stand, war es möglich, dass Robert an der Académie de France à Rome einen Platz bekam. Er wurde dort am 26. November 1754 im Palazzo Mancini aufgenommen, in dem die Akademie zu jener Zeit untergebracht war. In Rom verbrachte er insgesamt elf Jahre und begegnete dort vielen Künstlern wie Giovanni Paolo Pannini und Giovanni Battista Piranesi, die einen großen Einfluss auf ihn hatten. Am 17. April 1760 unternahm er gemeinsam mit Jean-Honoré Fragonard und Jean-Claude Richard de Saint-Non eine Reise nach Neapel. Im Oktober 1763 endete seine Zeit in der Akademie, er blieb jedoch noch bis zum 24. Juli 1765 in Rom, wo er unter anderem gemeinsam mit Etienne Lavallée Poussin (1733–1793) einen Saal mit Ruinendarstellungen dekorierte. Nach seiner Rückkehr nach Paris im Spätsommer 1765 wurde er am 26. Juli 1766 Mitglied der Académie royale de peinture et de sculpture. In Paris arbeitete er mit François Boucher zusammen. Auch beriet er den Marquis René Louis de Girardin bei der Entwicklung des Parks von Ermenonville. Zur antikisierenden Ausgestaltung der dortigen Pappelinsel entwarf er ab 1778 einen Sarkophag für Jean-Jacques Rousseau, der bis 1780 von dem Bildhauer Jacques-Philippe Le Sueur ausgeführt wurde.
In den Jahren 1782 und 1791 wurde er von Katharina der Großen nach Sankt Petersburg eingeladen, Robert schickte jedoch lediglich einige seiner Werke zu ihr. Im Verlauf des Großen Terrors der Französischen Revolution wurde Robert zunächst am 29. Oktober 1793 gefangen genommen und in den Gefängnissen Sainte-Pélagie und Saint-Lazare inhaftiert. Auch im Gefängnis stellte er Bilder her. Nach dem Sturz Robespierres wurde er 1794 befreit. Robert war Jakobiner und Mitglied des Nationalkonvent. Zusammen mit Johann Heinrich Riesener war er Mitglied einer Kommission, die für die revolutionären Auktionen Expertisen der beschlagnahmten Möbel der Adligen erstellte. Er wurde im Mai 1794 gemeinsam mit vier weiteren Künstlern Konservator der Gemaldegalerie des 1793 neu gegründeten Muséum National des arts. Diese Stellung bekleidete er bis 1802. Er war auch als „Peintre des Ruines“ bekannt und stellte seine Bilder regelmäßig im Salon aus. Er wurde zum „Dessinateur des jardins du Roi“ ernannt und wirkte an der Neugestaltung des Parks von Versailles und anderer Gärten mit. Auf die Umgestaltung des Palastes zu einem Museum hatte er großen Einfluss.

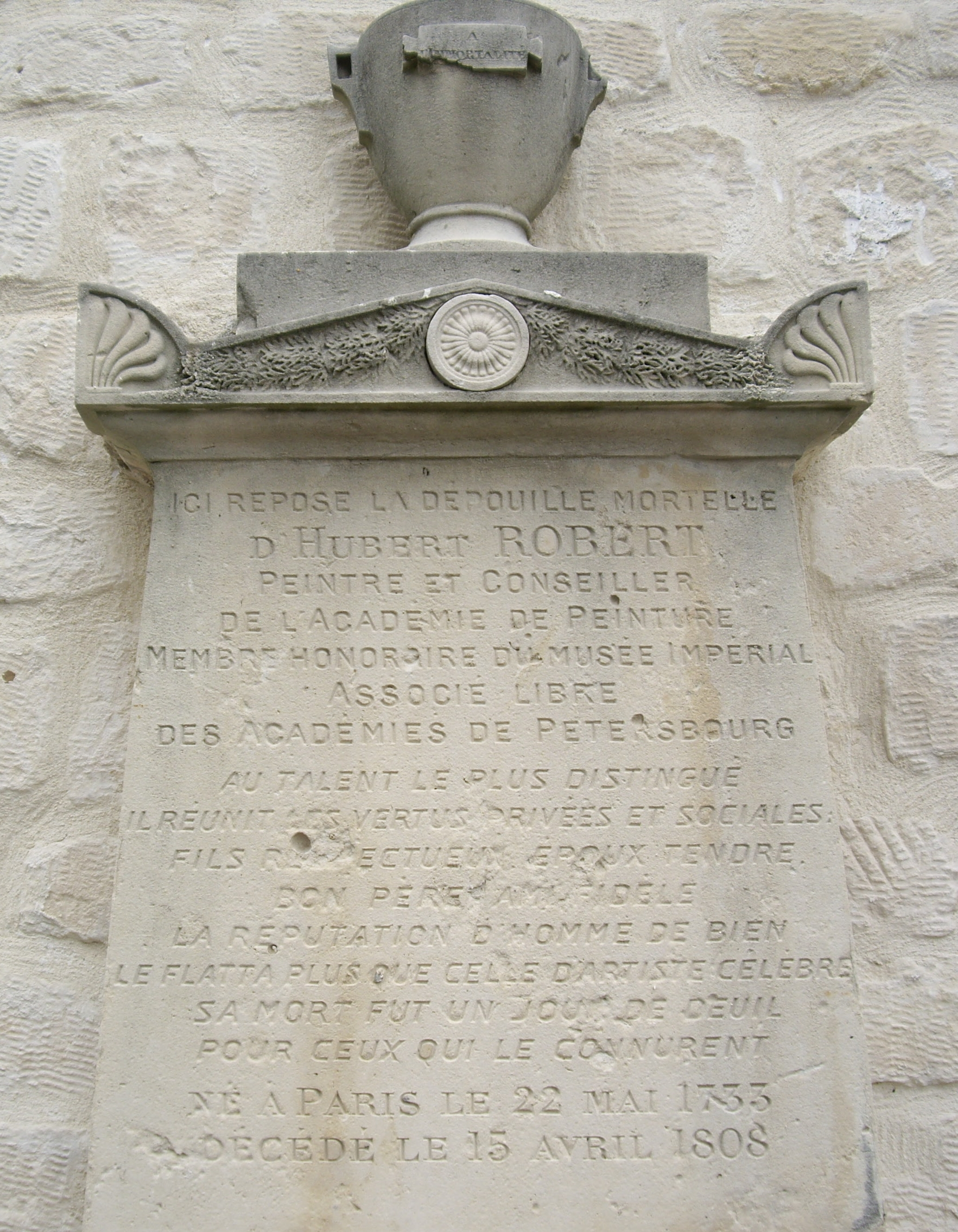
Grab in der Cimetière d’Auteuil

Er starb 1808 in seinem Haus in der Rue Neuve-de-Luxembourg in Paris.

## Werke

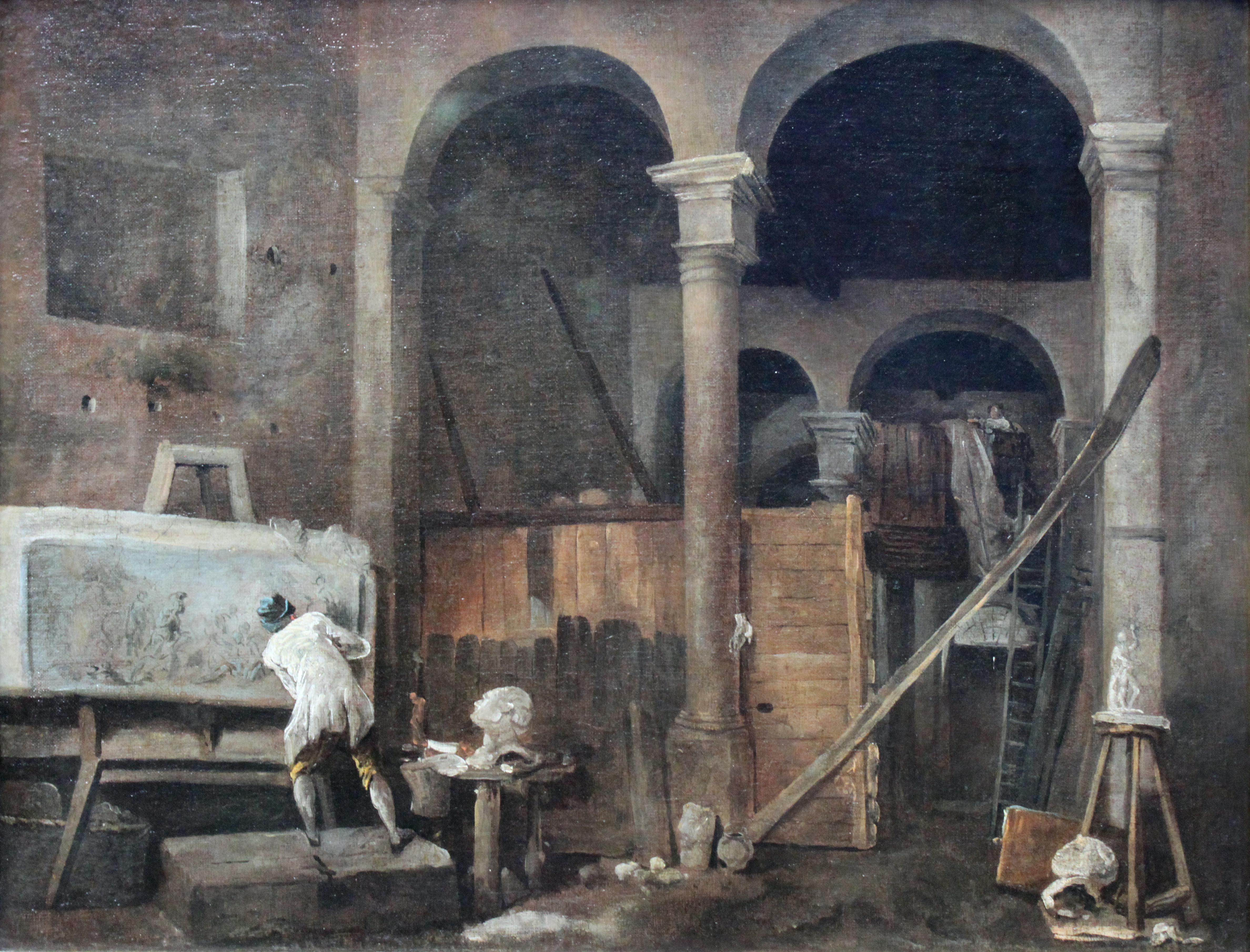
Das Atelier des Künstlers, 1760, Städelsches Kunstinstitut
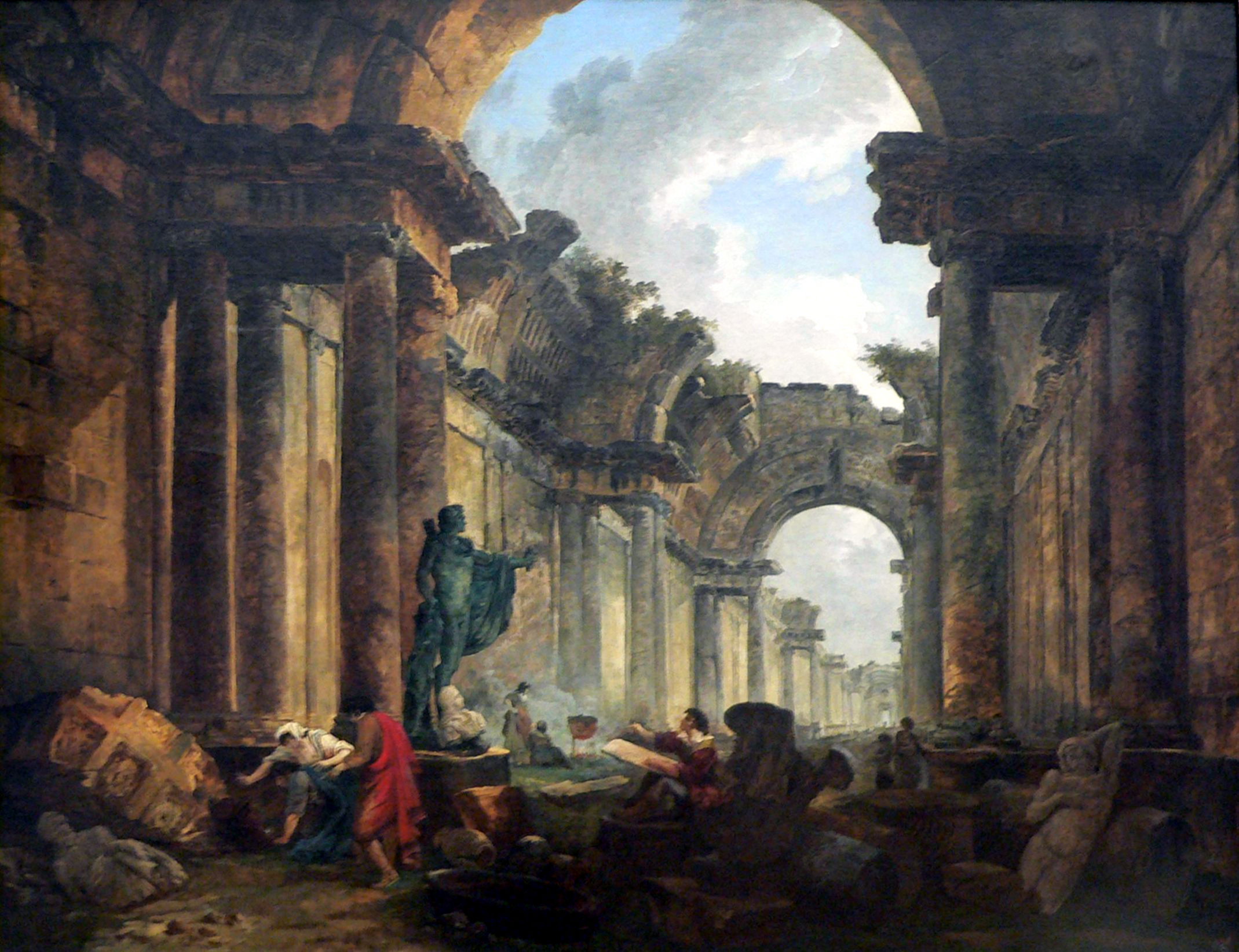
Fiktive Ansicht des Louvre als Ruine, Salon 1796, Musée du Louvre
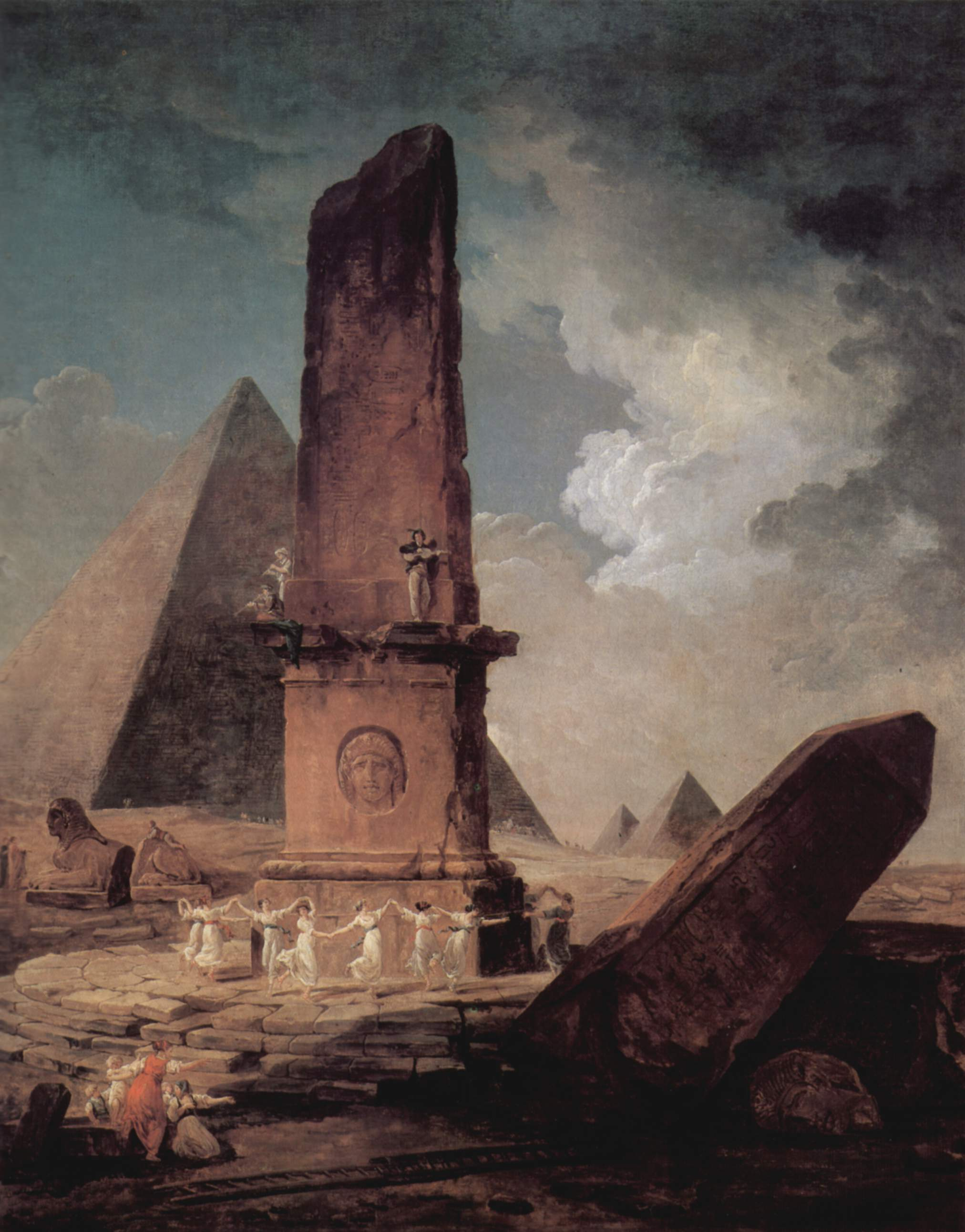
Antike Ruinen, 1754–1765
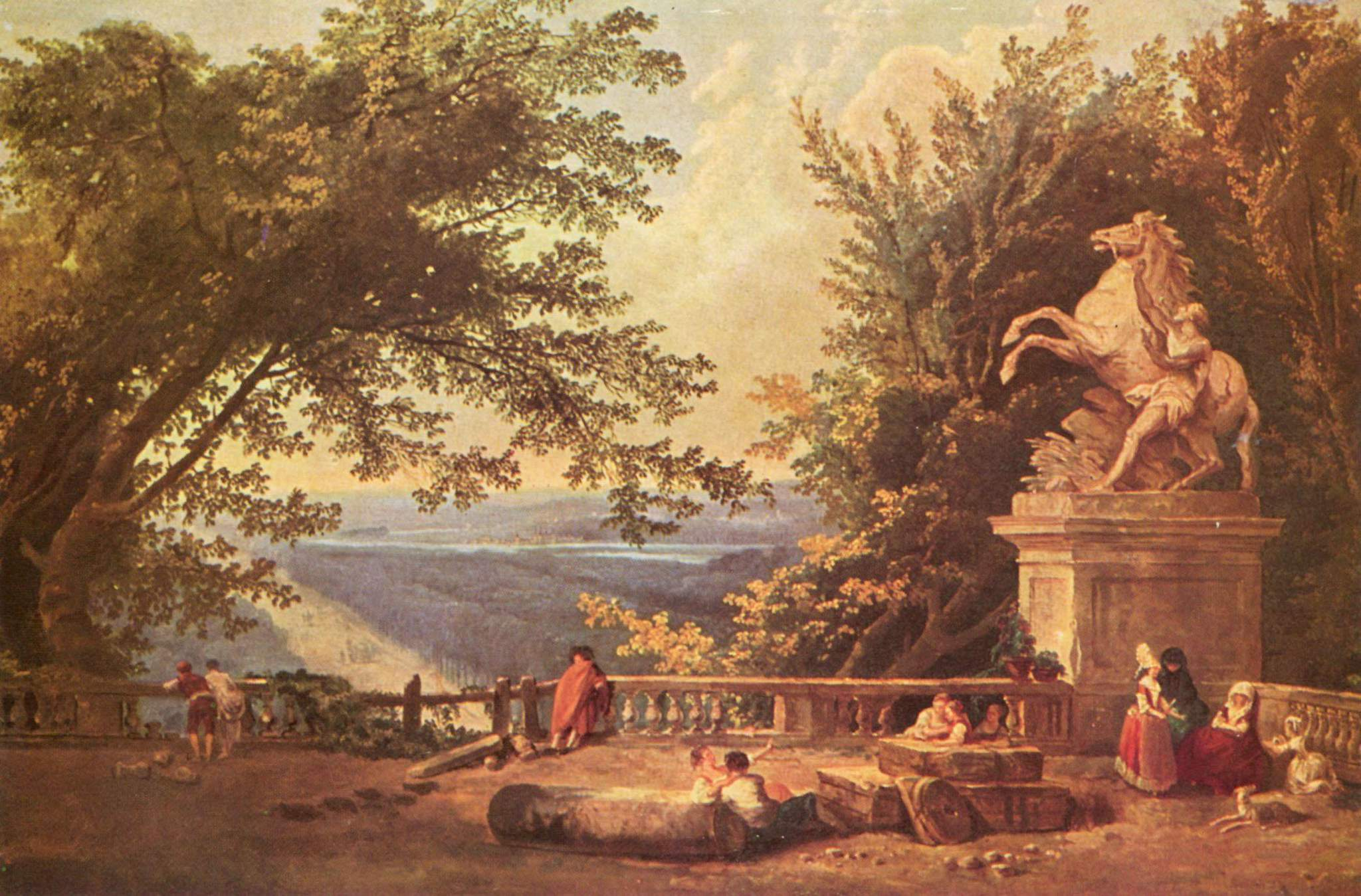
Die Terrasse beim Schloss Marly-le-Roi
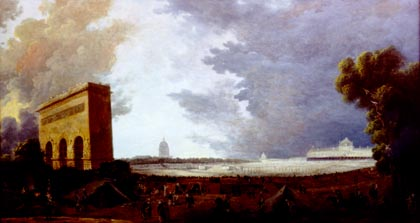
Triumphbogen und Altar des Vaterlands für das Föderationsfest
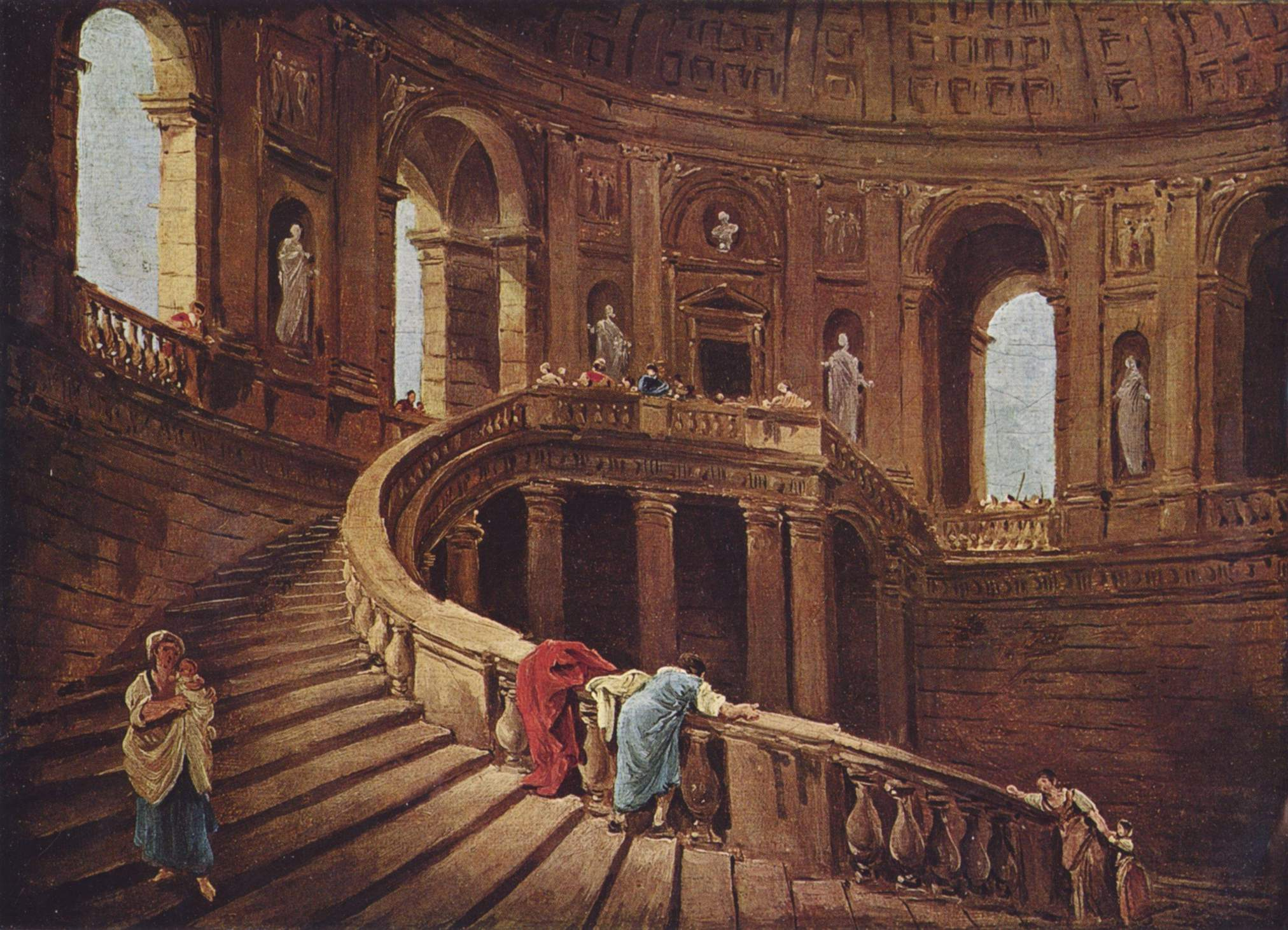
Treppe im Palazzo Farnese in Caprarola, 2. Hälfte 18. Jh., Louvre